# Antônio Ferreira Balthar
Antônio Ferreira Balthar (Pernambuco, 9 de agosto de 1848 (176 anos) — João Pessoa, 23 de fevereiro de 1917) foi um jornalista, empresário e magistrado brasileiro.
Formado em Direito pela Faculdade de Direito de Recife, possuiu engenho de cana e uma propriedade rural no interior do estado da Paraíba. Casou-se em 18 de abril de 1880, no Engenho Munguengue com Amália do Rego Barros. Exerceu as atividades de promotor público, chefe de polícia, por mais de uma vez,  e Procurador-Geral do Estado da Paraíba.
Em novembro de 1891, com os fatos desencadeados pela primeira Revolta da Armada e que colocou Floriano Peixoto na presidência do Brasil, Antônio Balthar foi um dos líderes do movimento que derrubou Venâncio Neiva da presidência da Paraíba.
Em 1892 foi nomeado Juiz de Direito de Sousa (Paraíba) e em pouco tempo tornou-se Desembargador do tribunal de Justiça da Paraíba, em 1893.
Como jornalista, foi redator do jornal A União e também foi um dos sócios fundadores do Instituto Histórico e Geográfico Paraibano.